# Francisco Iribarne
Francisco Javier Iribarne Fernández (* 13. Juli 1998) ist ein spanischer Volleyballspieler.

## Karriere
Iribarne begann seine Karriere 2014 bei CyL Palencia. Von 2016 bis 2018 spielte er bei CV Melilla. Danach wechselte er zu Unicaja Almería. In den folgenden Jahren nahm der Außenangreifer mit der spanischen Nationalmannschaft an mehreren Europameisterschaften teil. In der Saison 2021/22 war er bei CV Guaguas aktiv. Danach wurde Iribarne vom deutschen Bundesligisten Helios Grizzlys Giesen verpflichtet.